# Croton verreauxii
Croton verreauxii conocida como la cascarilla verde australiana (green native cascarilla) es un pequeño árbol o arbusto que crece en el bosque lluvioso y sus márgenes en el este de Australia.

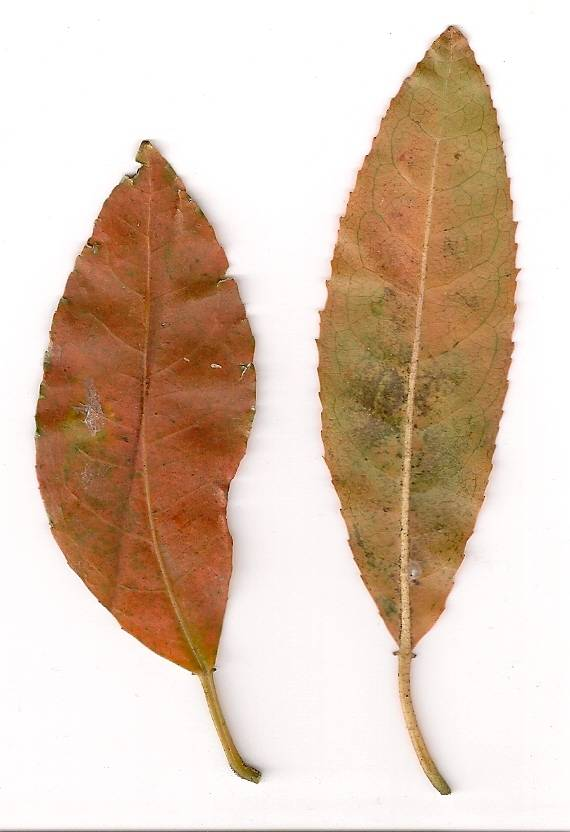
Hojas senescentes de la cascarilla verde australiana.

## Distribución
El rango de su distribución natural es desde la localidad de Kiama (34° S) en el distrito de Illawarra en el este de Nueva Gales del Sur hasta el poblado de Gympie (27° S) en el sudeste de Queensland. Alexander Floyd menciona un registro de esta especie en Darwin.

## Descripción
Usualmente como en el ecotono entre el bosque de eucalipto y el bosque lluvioso. Sin embargo, puede crecer como un árbol de 20 m y un diámetro de 20 cm en el bosque lluvioso.
El tronco es corto, torcido y no está ensanchado en la base. Las ramas se forman cerca el suelo. La corteza es café oscura, a veces con grietas delgadas verticales. Las ramas son pequeñas, grises y delgadas, con pocas irregularidades. Cuando se les aplasta, se puede notar una agradable fragancia.
Las hojas son alternadas, con la punta roma, en la base se van estrechando o son redondeadas. Verdes brillosa en el haz, y un poco más opacas en el envés. Un follaje ocasional naranja senescente puede ser visto en el dosel. Las hojas miden de 5 a 12 cm de largo, de forma elíptica, pueden ser dentadas o no. Los tallos de las hojas miden de 5 a 13 mm de largo, acanalados en la parte superior. Arriba de los tallos de las hojas hay dos pequeñas glándulas.
Flores amarillas verdosas se forman en racimos entre los meses de noviembre y enero. Las flores tienen cinco pétalos y pueden ser masculinas o femeninas en la misma planta. El fruto es una cápsula café/naranja, con tres lóbulos. Cada uno contiene una única semilla angular café/rojiza. El tamaño de la semilla es de 2 mm de diámetro. El fruto madura mayormente desde abril a septiembre. Pero puede ocurrir en cualquier época del año.

## Taxonomía
Croton verreauxii fue descrita por Henri Ernest Baillon y publicado en Étude générale du groupe des Euphorbiacées 357. 1858.
Etimología
Ver: Croton
verreauxii: epíteto otorgado en honor del botánico francés Jules Verreaux.
Sinonimia
- Croton verreauxii var. longifolius Müll.Arg.
- Oxydectes verreauxii (Baill.) Kuntze[2][3]